# Maroussi BC
Maroussi Athens B.C. (grekiska: K.A.E. Μαρούσι Αθήνα), är en professionell grekisk basketklubb från Maroussi, en av huvudstaden Atens norra förorter. Klubbens fullständiga namn är Gymnastikos Syllogos Amarousiou och laget spelar i den högsta grekiska basketligan A1 Ethniki. 

## Klubbens arenor

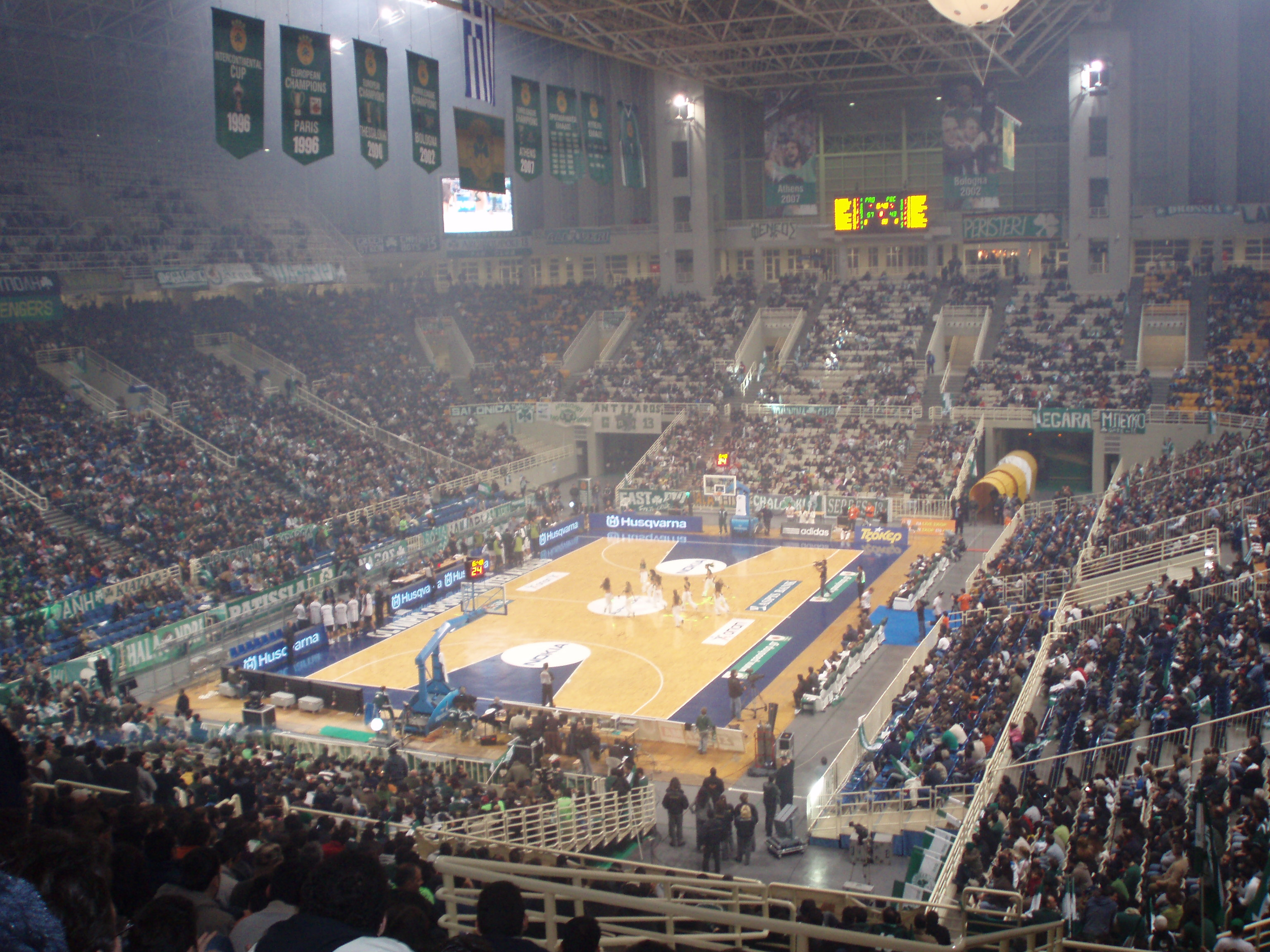
Olympic Indoor Hall (OAKA).

Klubbens hemmaarena för sina grekiska ligamatcher är Agios Thomas Basketball Hall (Maroussi Indoor Hall), en mindre arena som tar upp till 2500 åskådare. Matcher i Europacupen spelas istället på Athens Olympic Indoor Hall (OAKA), Maroussi, Attika, som har plats för upp till 19.250 fans. Vissa hemmamatcher i Europacupen spelas också i Peace and Friendship Stadium som har ca 15000 åskådarplatser.

## Medlemmar i laget

### Laguppställning
| Position | Start                  | På bänk               | På bänk            | Reserv                 | Inaktiva |
| -------- | ---------------------- | --------------------- | ------------------ | ---------------------- | -------- |
| C        | Frank Elegar           | Giorgos Tsiakos       | Lambros Tsontzos   |                        |          |
| PF       | Dimitris Charitopoulos | Nestoras Kommatos     |                    | Dimitris Agravanis     |          |
| SF       | Rick Apodaca           | Vaggelis Sakellariou  | Kostas Mantalvanos | Stefanos Fasianos      |          |
| SG       | Adam McCoy             | Lefteris Akepsimaidis |                    | Stelios Papafloratos   |          |
| PG       | Giannis Gagaloudis     | Giannis Demertzis     |                    | Filippos Kalogiannidis |          |

## Utmärkelser
- Saporta Cup: 1
  - 2001
- FIBA Europe EuroCup League Runners-Up
  - 2004
- A1 Greek League Championship Runners-Up
  - 2004
- Greek Championship Cup Runners-Up: 
  - 2002, 2006

## Vägen till segern i Saportacupen 2001
| Runda        | Lag                        | Hemma  | Borta  |
| ------------ | -------------------------- | ------ | ------ |
| Group Stage  | Spanien Valencia           | 82–75  | 81–95  |
| Group Stage  | Turkiet Karşıyaka İzmir    | 101–92 | 99–95  |
| Group Stage  | Slovenien Pivovarna Laško  | 112–71 | 93–77  |
| Group Stage  | Frankrike Chalon-sur-Saône | 70–62  | 56–75  |
| Group Stage  | Israel Hapoel Galil Elyon  | 98–82  | 83–89  |
|              |                            |        |        |
|              |                            |        |        |
| 2:a omgången | Grekland Aris              | 20–0   | 88–76  |
| Kvartsfinal  | Tyskland Telekom Bonn      | 102–82 | 101–91 |
| Semifinal    | Ryssland UNICS Kazan       | 93–81  | 87–95  |
| Final        | Frankrike Chalon-sur-Saône | 74–72  | 74–72  |

## Säsonger
| Säsong  | A1 Ethniki | Cup      | Europacuper                 | Coach                              | Spelare |
| ------- | ---------- | -------- | --------------------------- | ---------------------------------- | --- |
| 1998-99 | 7th place  | -        | _                           | Kostas Petropoulos                 | Andy Toolson, Henry Turner, Erik Meek, Junior Burrough, Craig Robinson, John Korfas, Pit Papachronis, Alexis Falekas, Nikos Kasuridis, Sotiris Manolopoulos, Vagelis Logothetis, Panagiotis Panagiotarakos, Spiros Panteliadis, Charis Charalampidis, Alexis Karatzas, Pete Pangas                                                            |
| 1999-00 | 10:a       | -        | Korać Cup 8:a               | Vangelis Alexandris                | Ashraf Amaya, Henry Turner, John Korfas, Pit Papachronis, Vagelis Logothetis, Alexis Falekas, Anatoliy Zurpenko, Sotiris Manolopoulos, Panagiotis Panagiotarakos, Spiros Panteliadis, Dimitris Karaplis, Kostas Anagnostou, Charis Charalampidis, Kostantinos Tsevas                                                                          |
| 2000-01 | 7:a        | -        | Saporta Cup Vinnare         | Vangelis Alexandris                | Ashraf Amaya, Jimmy Oliver, Vangelis Vurtzumis, Vasco Evtimov, Alexis Falekas, Giorgos Maslarinos, Sotiris Nikolaidis, Dimitris Karaplis, Vagelis Logothetis, Sotiris Manolopoulos, Dimitris Marmarinos, Kostas Anagnostu, Charis Charalampidis, Panayotis Stavropoulos, Kostantinos Tsevas                                                   |
| 2001-02 | 7:a        | Finalist | Korać Cup 4:a               | Nikos Linardos, Kostas Petropoulos | Ashraf Amaya, Jimmy Oliver, Pat Burke, Michael Koch, Vassilis Spanoulis, Angelos Koronios, Marty Conlon, Dickey Simpkins, Alexis Falekas, Sotiris Manolopoulos, Dimitris Marmarinos, Giorgos Maslarinos, Sotiris Nikolaidis, Kostas Anagnostou, Stavros Daniil, Giorgos Pavlidis, Kostantinos Tsevas, Giorgos Tsiakos                         |
| 2002-03 | 6:a        | -        | FIBA Europe League 64:a     | Panayotis Yannakis                 | Jimmy Oliver, Kenyon Jones, Norman Nolan, Vassilis Spanoulis, Angelos Koronios, Giorgos Maslarinos, Samo Grum, Sotiris Manolopoulos, Dimitris Marmarinos, Giorgos Tsiakos, Nikos Liakopoulos, Stavros Daniil, Bill Phillips, Panayotis Stavropoulos                                                                                           |
| 2003-04 | Finalist   | _        | FIBA Europe League Finalist | Panayotis Yannakis                 | Andre Hutson, Roderick Blakney, Vassilis Spanoulis, Giorgos Karagutis, Ivan Grgat, Oliver Popović, Aleksandar Smiljanic, Lazaros Agadakos, Prodromos Nikolaidis, Giorgos Tsiakos, Stavros Daniil, Kostas Gagaudakis, Dimitris Lolas, Nikos Moutoupas, Angelos Siamandouras, Dimitris Yannakis                                                 |
| 2004-05 | 3:a        | -        | ULEB Eurocup 8:a            | Panayotis Yannakis                 | Vassilis Spanoulis, Roderick Blakney, Blagota Sekulić, Larry Stewart, Giorgos Karagutis, Nikos Buduris, Kenyon Jones, Oliver Popović, Aleksandar Smiljanic, Kostas Kaimakoglou, Markos Kolokas, Christophoros Stefanidis, Dimitris Lolas, Petros Noeas                                                                                        |
| 2005-06 | 3:a        | Finalist | FIBA EuroCup 8:a            | Panayotis Yannakis                 | Roderick Blakney, Alexis Kiritsis, Blagota Sekulić, Jared Homan, Giorgos Karagutis, Nikos Buduris, Kostas Kaimakoglou, Markos Kolokas, Dimitris Lolas, Sotiris Nikolaidis, Petros Noeas, Christophoros Stefanidis, Dimitris Despos, Vasilis Giannoulakos                                                                                      |
| 2006-07 | 8th place  | -        | FIBA EuroCup 16:e           | Darko Russo                        | Alexis Kiritsis, Renaldas Seibutis, Danya Abrams, Chris Thomas, Kostas Haralambidis, Ermin Jazvin, Vasilis Giannoulakos, Kostas Kaimakoglou, Markos Kolokas, Petros Noeas, Philippos Simeonidis, Christophoros Stefanidis, Giorgos Karagutis, Mark Dickel, Alexandros Melniks, Dimitris Lolas, Theodoros Tsiotras                             |
| 2007-08 | 4th place  | -        | FIBA EuroCup 32:a           | Soulis Markopoulos                 | Branko Milisavljević, Jarod Stevenson, Kostas Haralambidis, Kostas Kaimakoglou, Donell Taylor, Jason Parker, Nikos Buduris, Andreas Glyniadakis, Bojan Bakić, Ermin Jazvin, Feliks Kojadinović, Dimitris Mavroeidis, Christophoros Stefanidis, Petros Noeas, Travon Bryant, Epameinondas Papantoniou, Michalis Paragios, Stavros Toutziarakis |
| 2008-09 | 3:a        | Last 4   | ULEB Eurocup 16:e           | Soulis Markopoulos                 | Billy Keys, Jarod Stevenson, Giorgos Diamantopoulos, Loukas Mavrokefalidis, Andreas Glyniadakis, Pat Calathes, Kostas Haralampidis, Dimitris Mavroeidis, Fanis Koumpouras, Christoforos Stefanidis, Stavros Toutziarakis, Epameinondas Papantoniou, Shawn Huff, Petros Noeas, Kostas Kaimakoglou                                              |
| 2009-10 | 3:a        | Last 8   | Euroleague 16:e             | Georgios Bartzokas                 | Billy Keys, Jared Homan, Giorgos Diamantopoulos, Stephen Arigbabu, Levon Kendall, Pat Calathes, Jamon Gordon, Dimitrios Mavroeidis, Fanis Koumpouras, Konstaninos Papantonakos, Michalis Pelekanos, Marios Batis, Christos Lakkas, Kostas Kaimakoglou, Stevan Nađfeji, Igor Milošević                                                         |

## Framträdande spelare
| - Vassilis Spanoulis - - John Korfas - - Pete Papachronis - - Pat Calathes - Nikos Darivas - Giorgos Karagoutis - Alexis Falekas - Vagelis Vourtzoumis - Aggelos Koronios - Andreas Glyniadakis - Alexis Kyritsis - Prodromos Nikolaidis - Tzanis Stavrakopoulos - Nikos Boudouris - Kostas Kaimakoglou - Fanis Koumpouras - Dimitris Mavroeidis - Giorgos Diamantopoulos - Kostas Charalampidis - Dimitris Marmarinos - Loukas Mavrokefalidis - Giorgos Bartzokas - Igkor Milosevits - Michalis Pelekanos - Marios Batis | - Ashraf Amaya - Jimmy Oliver - Andre Hutson - Henry Turner - Erik Meek - Jarod Stevenson - Travon Bryant - Danya Abrams - Marty Conlon - Chris Owens - Billy Keys - Craig Robinson - Larry Stewart - Donell Taylor - Chris Thomas - Dickey Simpkins - Andy Toolson - Jared Homan - Junior Burrough - Jamon Gordon - - Roderick Blakney | - - Levon Kendall - Renaldas Seibutis - Pat Burke - Michael Koch - Stephen Arigbabu - William Warren Phillips - - Vasco Evtimov - Ivan Grgat - Oliver Popović - Aleksandar Smiljanić - Stevan Nađfeji - Mark Dickel - Blagota Sekulić - Branko Milisavljević - - Anatoly Zourpenko - Nikolay Padius |

## Maroussi-spelare som också spelat i NBA
| - Vassilis Spanoulis - Andreas Glyniadakis - Pat Burke - Dickey Simpkins - Andy Toolson | - Donell Taylor - Larry Stewart - Chris Owens - Marty Conlon - Henry Turner | - Jimmy Oliver - Ashraf Amaya - Junior Burrough |

## Framträdande coacher
- Panagiotis Giannakis
- Vangelis Alexandris
- Soulis Markopoulos
- Kostas Petropoulos
- Giorgos Bartzokas

## Sponsorer
- Babis Vovos International Construction (1999–Present)
- Telestet (2001–03)
- Telecom Italia Mobile (2003–04)
- Honda (2004–06)
- Costa Coffee (2007–09)
- Turkish Airlines (2010–Present)